# Barranco de Campells I
Barranco de Campells I es un abrigo que contiene pinturas rupestres de estilo levantino. Está situado en el término municipal de Mequinenza (Aragón), en España. Abrigo localizado a media ladera de dicho barranco, en uno de los afloramientos rocosos y abierto al Sur. Debido a un proceso natural de desprendimiento del soporte solo se ha conservado, en un extremo del techo de la pequeña cavidad, una figura pintada en rojo y en general muy bien conservada. Se trata de un antropomorfo cruciforme con posible tocado en la cabeza.
El abrigo está incluido dentro de la relación de cuevas y abrigos con manifestaciones de arte rupestre considerados Bienes de Interés Cultural en virtud de lo dispuesto en la disposición adicional segunda de la Ley 3/1999, de 10 de marzo, del Patrimonio Cultural Aragonés. Este listado fue publicado en el Boletín Oficial de Aragón del día 27 de marzo de 2002. Forma parte del conjunto del arte rupestre del arco mediterráneo de la península ibérica, que fue declarado Patrimonio de la Humanidad por la Unesco (ref. 874-651). También fue declarado Bien de Interés Cultural con el código RI-51-0009509.
Una de las hipótesis que explica el significado de esta pintura rupestre es la posesión de este abrigo por parte de una persona o un colectivo. La pintura fue estudiada por el arqueólogo Ignacio Royo y el motivo pictórico es similar a otros encontrados y descritos al norte, ya en la población cercana de La Granja d'Escarp.